# Буркарти
Буркарти (пол. Burkarty, нім. Borchertsdorf) — село в Польщі, у гміні Бартошиці Бартошицького повіту Вармінсько-Мазурського воєводства.
Населення — 31 особа (2011).
У 1975-1998 роках село належало до Ольштинського воєводства.

## Демографія
Демографічна структура станом на 31 березня 2011 року:
|          | Загалом | Допрацездатний вік | Працездатний вік | Постпрацездатний вік |
| -------- | ------- | ------------------ | ---------------- | -------------------- |
| Чоловіки | 17      | 2                  | 11               | 4                    |
| Жінки    | 14      | 2                  | 6                | 6                    |
| Разом    | 31      | 4                  | 17               | 10                   |